# Zinclipscombite
La zinclipscombite è un minerale. È l'analogo della lipscombite con lo zinco in sostituzione del ferro ferroso (Fe2+).